# Julius Sumawe
Julius Sumawe (* 12. September 1965) ist ein ehemaliger tansanischer Langstreckenläufer.
1991 wurde er Vierter beim Marrakesch-Marathon und Neunter beim Berlin-Marathon. 1992 siegte er beim Hamburg-Marathon, und 1993 wurde er an selber Stelle Vierter. 1994 wurde er Dritter beim Paris-Halbmarathon und Zehnter beim Paris-Marathon.

## Persönliche Bestzeiten
Seine persönlichen Bestleistungen sind:
- 15-Kilometer: 45:26 min, 27. Februar 1993, Tampa (USA)[2]
- 25-Kilometer: 1:15:48 h, 30. Mai 1991, Paderborn, Deutschland[2]

- Halbmarathon: 1:02:12 h, 27. März 1994, Paris
- Marathon: 2:11:58 h, 23. Mai 1993, Hamburg[2]

## Ergebnisse
Eine Auswahl seiner Ergebnisse ist:
| Jahr | Wettbewerb                                   | Ort                         | Typ               | Rang | Zeit (min/h) |
| ---- | -------------------------------------------- | --------------------------- | ----------------- | ---- | ------------ |
| 1990 | Post                                         | Bonn, Deutschland           | Marathon          | 4    | 2:17:25      |
| 1990 |                                              | Frankfurt, Deutschland      | Marathon          | 2    | 2:15:26      |
| 1991 | Grand Prix Hassan II Marrakech International | Marrakesch, Marokko         | Marathon          | 4    | 2:14:22      |
| 1991 | Paderborner Osterlauf                        | Paderborn, Deutschland      | 25-Kilometer-Lauf | 3    | 1:15:48      |
| 1991 | Shell Hamburg Hanse                          | Hamburg, Deutschland        | Marathon          | 5    | 2:14:50      |
| 1992 | Paderborner Osterlauf                        | Paderborn, Deutschland      | 25-Kilometer-Lauf | 1    | 1:18:43      |
| 1992 | Shell Hanse                                  | Hamburg, Deutschland        | Marathon          | 1    | 2:13:52      |
| 1993 | Shell Hamburg Hanse                          | Hamburg, Deutschland        | Marathon          | 4    | 2:11:58      |
| 1993 | Breda Singelloop                             | Breda, Niederlande          | Halbmarathon      | 3    | 1:02:45      |
| 1993 | Jeanne d’Arc                                 | Rouen, Frankreich           | Marathon          | 2    | 2:15:45      |
| 1993 | Fit Den Haag                                 | Den Haag, Niederlande       | 10-Meilen         | 3    | 48:24        |
| 1994 |                                              | Paris, Frankreich           | Halbmarathon      | 3    | 1:02:12      |
| 1994 |                                              | Hannover, Deutschland       | Marathon          | 4    | 2:15:17      |
| 1994 | Istanbul Eurasia                             | Istanbul, Türkei            | Marathon          | 2    | 2:25:07      |
| 1994 | Cross du Figaro                              | Paris, Frankreich           | 10-Kilometer-Lauf | 4    | 31:08        |
| 1995 | Nike Egmond                                  | Egmond aan Zee, Niederlande | Halbmarathon      | 4    | 1:04:27      |
| 1995 | Paderborner Osterlauf                        | Paderborn, Deutschland      | Halbmarathon      | 3    | 1:03:09      |
| 1995 |                                              | Hannover, Deutschland       | Marathon          | 4    | 2:15:09      |
| 1995 | Chiba International Ekiden - Leg 1           | Chiba, Japan                | 10-Kilometer-Lauf | 4    | 28:23        |